# Georg von Venediger
Georg von Venediger (auch Georg Venetus; * in Venedien im späteren Kreis Mohrungen/Ostpreußen; † 3. November 1574 in Liebemühl) war ein lutherischer Theologe und Reformator.

## Leben
Venediger entstammte altem preußischen Adel, der bei Liebemühl den Rittersitz Venedien errichtet und den Namen Venediger angenommen hatte. Seine Eltern waren Martin von Venediger und Katharina von Rauschke. Das genaue Geburtsdatum ist unbekannt.
Während seiner Schulzeit in Königsberg (Preußen) erhielt er Unterricht bei Johannes Poliander. Studiert hat er in Wittenberg, wo er zum Wintersemester 1536 mit zwei weiteren preußischen Adligen immatrikuliert und am 2. Oktober 1550 zum Doktor der Theologie promoviert wurde. Von 1551 bis 1557 war er Professor der Theologie in Königsberg, wo er aufgrund seines Widerstandes gegen die Osiandrische Lehre entlassen wurde und sich 1556 nach Universität wandte, wo er eine Professur übernahm. Auf Philipp Melanchthons Empfehlung trat er auch an der Rostocker Marienkirche in den kirchlichen Dienst.
Mit seinem Kollegen Tilemann Heßhusen unternahm er Visitationen. Dabei kam es zu ärgerlichen Auftritten. 1557 erging an ihn von Herzog Philipp von Pommern der Ruf auf die Superintendentur des Stiftes Kolberg-Cammin, dem er jedoch erst im Januar 1558 folgte. Nach dem Tode des letzten vorreformatorischen Bischofs Erasmus von Manteuffel-Arnhausen und den beiden reformatorischen Bischöfen Bartholomäus Swawe und Martin Weiher hatte er in diesem bislang noch altgläubigen Gebiet die Reformation einzuführen. Der Herzog ernannte ihn 1563 zum Generalsuperintendenten. Als solcher nahm er am Landtag in Stettin 1563 teil.
Die dort beschlossene Kirchenordnung, die die alte von 1535 ablösen sollte, war von Jacob Runge, Paul vom Rode und von ihm selbst ausgearbeitet worden. Rodes Nachfolger als Superintendent von Stettin zu werden, lehnte Venediger ab. Da ernannte ihn Herzog Albrecht I. von Brandenburg-Ansbach 1567 zum Bischof von Pomesanien. Dieses Amt hatte von Venediger bis zu seinem Tode inne. Eingeführt hatte ihn in sein Amt der Bischof von Samland, Joachim Mörlin.

## Nachkommen
Georg von Venediger verheiratete sich mit der Adligen Sophia von Tesmar und hatte mit ihr zwei Söhne:
- Martin von Venediger auf Venedien und Drachenstein ⚭ Agnes von Gersdorff
- Hans von Venediger auf Groß- und Klein-Koslau (* 31. Oktober 1561), kurbrandenburgischer Land- und Hofgerichtsrat ⚭ 23. Juli 1587 Anna von Rauschke